# Jake Roos
Jake Roos (Pretoria, 20 oktober 1980) is een Zuid-Afrikaans golfprofessional.

## Loopbaan
Voordat Roos een golfprofessional werd, was hij het nummer een bij de amateurs in Zuid-Afrika. Sinds 2006 speelde hij op de Sunshine Tour en zijn eerste overwinning was de Sun Coast Classic in 2008. Een jaar later won hij met de Nedbank Affinity Cup zijn tweede overwinning.
Drie jaar later, in 2012, won hij het Platinum Classic nadat hij de play-off won op de vijfde hole van Chris Swanepoel en Anthony Michael. Zijn volgende zege in dat jaar was de Lombard Insurance Classic nadat hij de play-off won van Justin Harding. Hij won met het Lion of Africa Cape Town Open zijn derde zege in 2012.
In 2013 won hij met het Golden Pilsener Zimbabwe Open, zijn enige zege in dat jaar. Tussendoor won Roos ook zes golftoernooien in de Golden State Tour, een mini-tour in Californië. In maart 2014 was Roos de beste op de Barclays Kenya Open op de Challenge Tour. In 2014 won Roos ook nog de Aegean Airlines Challenge Tour. Door deze goede resultaten mocht Roos in 2015 aantreden op de Europese PGA Tour. Roos kon zich echter niet handhaven op het hoogste niveau en komt sindsdien voornamelijk terug uit op de Sunshine Tour, afgewisseld met jaarlijks enkele toernooien op de Europese PGA Tour.

## Overwinningen

### Amateur
- 2004: Grande Premio Los Lagartos in Argentinië, Zone Six in Namibië
- 2005: "Freddie Tait Trophy" op SAA Open & Nummer 1 in Zuid-Afrika bij de amateurs

### Professional
| Jaar | Toernooi                      | Tour           |
| ---- | ----------------------------- | -------------- |
| 2008 | Sun Coast Classic             | Sunshine Tour  |
| 2009 | Nedbank Affinity Cup          | Sunshine Tour  |
| 2010 | Nedbank Affinity Cup          | Sunshine Tour  |
| 2012 | Platinum Classic              | Sunshine Tour  |
| 2012 | Lombard Insurance Classic     | Sunshine Tour  |
| 2012 | Lion of Africa Cape Town Open | Sunshine Tour  |
| 2013 | Golden Pilsener Zimbabwe Open | Sunshine Tour  |
| 2014 | Barclays Kenya Open           | Challenge Tour |
| 2014 | Zürich Open                   | -              |

Bjkomend won Roos nog 6 toernooien op de Golden State Tour (Californië)